# Зуль-Халаса
Зуль-Халаса (араб. ذو الخلصة, кириліз.: Ідол війни) — божество давньоарабської міфології. Мабуть, вважався могутнім божеством, але функції його точно не визначені. Шанувався арабськими племенами, які жили в Центральній Аравії (Хасам, Баджо, Азд, Хавазін і ін.). Культ Зуль-Халаса відправлявся в Мецці та Табалі. У Табалів знаходилося святилище Зуль-Халаса, де ідолом божества служив білий камінь, увінчаний висіченою на ньому короною. У святилище також перебувала статуя воїна, озброєного луком.
Зуль-Халасу був присвячений щорічне свято, що супроводжувалося ярмарком, яке деякий час існувало і за часів ісламу. Зуль-Халас не потрапив до числа давньоарабських божеств, що згадуються в Корані.
При пророці Мухаммаді табальське святилище Зуль-Халаса було знищено, на його місці побудована мечеть, а ідол божества зроблений порогом мечеті.